# 橋のない川
『橋のない川』（はしのないかわ）は、住井すゑが著作した小説。1部から7部まで掲載・刊行され、第8部は表題のみを残し作者のすゑが死去している。明治時代後期の奈良県のある被差別部落（小森部落）が舞台となっている。
ほとんど全編を通じて部落差別の理不尽さ並びに陰湿さが書かれている。最終的には京都市・岡崎で行われた水平社宣言をもって締めとしている。
1部から7部までの累計発行部数は800万部を超える。1969年 - 1970年と1992年の2度にわたって映画化された。
「『橋のない川』によって、人間の平等と尊厳を考えようとした若者は、とてつもない数にのぼるはずだ」（灰谷健次郎）と賞賛されることもあるが、「侵略戦争を扇動した西光万吉を美化した作品なのに、その問題点がまったく指摘されずにきた」（金静美）との批判の声もある。 

## あらすじ
1908年（明治41年）、大和盆地（奈良）の山村・小森。
誠太郎と孝二の幼い兄弟は、父を日露戦争で失ったが、しっかり者の祖母・ぬいと心やさしい母・ふでに大切に育てられる。
やがて小学校に通い始めた二人だが、そこには思いもかけぬ日々が待っていた。兄弟は小学校や路上で、いじめられる。小森は被差別部落なのだ。

## 主な登場人物

### 字小森
- 畑中孝二

奈良県の大和盆地にある坂田村の字小森(被差別部落)出身。父・畑中進吉と母・畑中ふでの次男。誠太郎の弟。母親似である。坂田尋常小学校を卒業後、松川高等小学校に進学。成績優秀で副級長に選ばれる。もの静かで思索的な男子。内気とみえて芯は激しい（モデルは木村京太郎）。村上秀昭の影響もあり、多くの詩人や思想家にのめり込む。
- 畑中誠太郎

父・畑中進吉(日露戦争で戦死)と母・畑中ふでの長男。兵隊ごっこの好きな腕白であったが、勉強は好きでよく出来た。坂田尋常小学校卒業(義務教育修了)後、大阪の米問屋(安田家)に丁稚奉公に出る。のちに主人の娘・安田あさ子と結婚する。畑中孝二の兄で、4歳違い。親友は松崎(渡辺)豊太。父親譲りで口が特別大きいことから「鮟鱇(あんこう)」というあだなで呼ばれる。また大食いである。
- 畑中ふで

誠太郎と孝二の母親。夫の畑中進吉は、日露戦争で戦死した。下川村の字・井野(小森から約6キロ離れたところにある)に生まれ育ち、小森の畑中家に嫁入りした。旧姓は「峯村」。父は峯村惣七。美人というほどではないが色白で丸顔、どことなく愛嬌があり、近所の人にも好かれる。
- 畑中ぬい

誠太郎と孝二の祖母。畑中進吉の母親。夫・畑中文四郎（誠太郎・孝二の父方の祖父）を、進吉の戦死後3年ほどで亡くしている。貧しく無学（文盲）ではあるが知恵と力に満ち、愛情深く、たくましい姑。明治天皇と同じ嘉永5年(1852年)生まれ。明治4年、20歳のときに、小森の畑中家へ嫁に来た。女性には珍しいほど大きな口をしている。
- 畑中進吉

故人。誠太郎と孝二の父親。明治37年(1904年)2月10日、対露宣戦布告が発せられて間もなく召集され、第二軍に属し、4月広島を出立し、5月遼東半島に上陸。激戦を重ね、沙河の会戦(10月9-20日)で形勢不利に陥ったのち、それを挽回するための決戦で、同年12月3日、戦死。享年30。父の進吉が戦死したとき、長男の誠太郎は数えで7歳、二男の孝二は数え3歳であった。
- 村上秀昭

学力と画才に恵まれ進学したが、その才能が開花するにつれて世間に出自を知られ差別される恐怖が重くのしかかり、小森に戻って来てしまう。穢多寺の嫡子（モデルは西光万吉）。
- 志村かね

差別への諦念を示しながらも、差別によって夫や息子を亡くしている為その心中は複雑。大のおしゃべり好きで男衆にはしばしば閉口されるが、ぬいやふでは大抵相づちをうちながら耳を傾けてやっており、それが一番角が立たないと長年の付き合いから心得ている。
- 志村貞夫

孝二の終生の友。志村本家の男子。孝二とまちえの関係を冷やかすことも多かったが、その度に孝二はある種の葛藤や強い否定を独白している。普段は孝二と気のおけない仲。
- 永井藤作

窮すれば畑中家の水を盗んだり自身の娘を売る男だった。しかし、作中の時間の流れや数々の出来事、事件の中で藤作もまた変わっていく。事件のひとつとして、孝二が可愛がっていた藤作の息子の武は、失火で小森を焼いた後、周囲の蔑視に堪えきれず幼くして自害してしまった。
- 永井しげみ

藤作の娘。とても気性が激しく、はちめろ（お転婆というより暴れん坊の女子）と呼ばれた。かねの息子の清一と想い合うが、互いの親の不仲により、大阪で無念の心中を遂げた。

### 小森外の坂田村
佐山家
- 佐山慶三(慶造)

坂田村の地主の当主。小作農である畑中家の地主で毎年佐山家の蔵に小作米を納めている(小作料は7割)。
- 佐山貞一

佐山慶三の長男。画家。村上秀昭と同級生。
- 佐山仙吉

坂田村の地主の息子(次男)。父親は佐山慶三。畑中誠太郎の尋常小学校時代の同級生。畑中兄弟を執拗に迫害する。満州に派遣されるが、1919年(大正8年)7月19日の満州の寛城子事件(日本人暴行事件に端を発した日中両軍の衝突事件)で戦死。
松崎豊太
私生児。旧姓松崎。小学5年生の9月に、坂田尋常小学校へ転校してきた。大阪から坂田村に越してきて、島名字に母親と二人で住む。畑中誠太郎の同級生で親友。坂田尋常小学校卒業後、母(松崎姓)と別れ、大阪・船場の父親(渡辺)に引き取られ、渡辺姓となる。大阪の米問屋で丁稚奉公として働く誠太郎と互いに行き来する。
松崎豊太の母親… 二上山のふもとの二上村の出身。豊太の実父の妾(めかけ)。豊太が大阪の父のもとへ引き取られた後、再婚して満州へ渡るがその地で死す。
早川(柏木)はつ
孝二の大好きな教師。じつは差別を容認していた。旧姓は「柏木」。坂田尋常小学校で教員をしていたが、吉野の早川家(寺院)に嫁入りする。弟は、松川高等学校で教員を務める柏木先生。

江川先生
誠太郎の大好きな教師。差別を決して容認しなかったが夭折。
杉本まちえ
坂田村旧家の生まれ。密かに彼女へ憧れていた孝二の手を夜間握った理由が、エッタの身体は夜だけ蛇のように冷たくなると大人はいうけれど本当か、という残酷な興味本位であった。この場面、のちに事由が明かされる場面、孝二の動揺と苦悩、まちえの悔恨、などと作中通じたクライマックスへ繋がる。結局、孝二を愛する彼女は終生結婚しないまま孝二への真実を誓う。その後、坂田尋常小学校の教員となり、志村正太や川島熊夫の担任の先生となる。

### 坂田村外
峯村家
- 峯村惣七　

下川村の字・井野(小森から約6km)に住む畑中ふでの父で、誠太郎と孝二の祖父。下川村の字・井野(小森から約6km)に住む畑中ふでの父で、誠太郎と孝二の祖父。惣七の子は、長男:峯村悠治、長女:西沢せつ(在・路(大崎))、次女：畑中ふで(在小森)
- 峯村悠治

峯村惣七の長男。井野の家(ふでの実家)に住む。畑中ふでの兄。畑中誠太郎・孝二の伯父。峯村健一・七重の父親。
- 峯村ちえ

吉野に生まれ、井野の峯村家に嫁入りした。峯村悠治の妻。峯村健一・七重の母親。ちえの吉野の生家(実家)は、畑中ふでの母親(誠太郎の外祖母)の生家でもある。
- 峯村健一

峯村悠治とちえの長男。畑中誠太郎・孝二の従兄。
- 峯村桂三

峯村悠治とちえの次男。
- 峯村七重

峯村健一の妹。畑中誠太郎・孝二の従妹。人形のような美貌をもつ。好奇心旺盛で周りを閉口させる。
孝二の優しさや知性に心酔している。後に松崎豊太を愛するが、意志を以って部落民の男と結婚した。
西沢家
- 西沢増吉

路(みち)の被差別部落に住む。大和で最も古い路の集落だが、神武ご陵の拡張のために路の部落を立ち退くよう政府に迫られ、抵抗する。結局、立ち退きをすることになり、集落は「大崎」と呼ばれるようになった。
- 西沢せつ

増吉の妻で、畑中ふでの実姉。
- 西沢つや

小森の志村(本家)に嫁入りし、志村敬一の妻となる。敬一との間に、長男・正太をもうける。そのお守役に永井武。
- 西沢和一

誠太郎・孝二の従兄。畑中ふでの甥。松川高等小学校の孝二の担任・柏木先生(柏木はつ先生の弟)とは中学時代の同級生。人並み外れた巨体。政府による路の立ち退き命令に抵抗する。ごりがん（無茶な一徹者）と呼ばれるが、明るくて気分のよい男。
安井家
峯村の親戚。出自を秘匿し堅実な米商として成功、のち誠太郎を後継者とする。安井米店の悲喜こもごもな経験が誠太郎を強くたくましく成長させる。
- 安井徳三郎

大阪の米問屋(安井米穀店)の主人。被差別部落出身という素性(出自)を隠し、堅実な商いで成功する。安井徳三郎は、畑中誠太郎を信頼し、のちに後継者とする。
- 安井みき

安井徳三郎の妻。安井米穀店のおかみ。自分たちの素性が露見することを恐れ、丁稚奉公の畑中誠太郎が地元に戻って親戚廻りをしたりすることを極端に嫌う。大阪では世間はもとより、二人の娘たち(あさ子とつた子)にも、自分たち両親が被差別部落の出身であることを隠していた。
- 安井あさ子

安井徳三郎とみきの長女。手芸女学校に通う。両親にはエタであることを隠されていたが、早くからそのことに気づいていた。
- 安井つた子

安井徳三郎とみきの次女。
- 浅吉

安井米店の丁稚。顔立ちが小造りで、鼻も口も小さい。滋賀県の百姓のせがれ。小学校卒業後、家計を助けるために大阪へ丁稚奉公。
- 勇三

安井米店の丁稚。得意先の「ふくふく食堂」の主人・福西福松の遠縁で、14歳で丁稚奉公に来た。体つきが頑丈で、年齢よりも年上に見える。大阪府下の左官職の倅。勇三の実家は、弟妹4人に両親と祖母の7人暮らし。
- 中津元治郎

安井みきの実弟。以前は安井商店で働いていたが、安井商店を出て、西成郡東入船町、通称｢釜ヶ崎」で飯屋を営む。
- 福西福松

安井米店の得意先である「ふくふく食堂」の主人。  

- 川島熊次郎

1919年の米騒動のときに大阪で竹槍隊を率いて闘った庶民の英雄。鋳掛屋。和歌山県の熊野川のほとりの小さな部落で生まれる。川島家の次男。幼いころからの苦労人。「金時の鯉つかみ」(金時が水中でおおきな鯉を生け捕りにしているところの図)を刺青にしている。息子は川島熊夫。米騒動の後、逮捕され、裁判で無期懲役刑となる。
- 川島熊夫

川島熊次郎の息子。 

- 伊勢田宗則

和歌山県の新宮あたりの部落出身。左のこめかみに禿があることから、「禿地蔵」のあだ名がある。生駒トンネル工事で工夫として働いていた。川島熊次郎は、伊勢田宗則の叔父(伊勢田の母親の弟)にあたる。米騒動の時は、川島熊次郎率いる竹槍隊に加わっていた。

## 映画版
本作には大きく分けて2つの映画版が存在する。1969年から1970年に今井正が監督を務めた映画（「第一部」「第二部」の2本）と、1992年に東陽一が監督を務め、ガレリア・西友共同で製作された映画である。
前者は、社会主義リアリズムの巨匠であった今井が自ら映画化を企画し、東映で企画に上ったが、内容が暗すぎ、商売にならないと流れるなど、苦労の末に完成にこぎつけた。第一部は当初部落解放同盟の推薦を受け、海外で映画賞を受賞するなど高い評価を受けたが、やがて第二部製作中に日本共産党と部落解放同盟の関係が悪化するに至ると、監督の今井が日本共産党員として部落解放同盟の敵視を受けるようになり、部落民の描写などについて、当時の部落解放同盟幹部（朝田善之助ら）がクレームをつけはじめた。それに伴い、第一部も遡って「差別映画」の烙印を押されるようになる。また当初は三部構成を考えていたが、部落解放同盟からの妨害がさらに激しさを増したため二部と三部を合体させて、二部を製作せざるをえなくなった。本作に出演した女優の阿部寿美子は、後に雑誌のインタビューに「この作品、某団体に撮影を妨害されたんですよ。」と語っており、妨害者がフィルムを焼きに来るとの噂が立ち、いつでも避難できるよう防災頭巾を被って服を着たまま寝たことがあると述べている。また、前述の妨害や反対に遭ったことで第二部クランクインが遅れ、一年ぶりで再会した時には今井の髪が真っ白になっており、「先生ものすごく心痛があったみたいです。」と述懐している。
そのような騒動のさなか、広島での上映会で本作を見た女子学生が自殺するという事件が起こり、部落解放同盟側はこの映画を「差別助長映画」として徹底した上映阻止キャンペーン（過激派学生による上映会場襲撃など）を展開することになる。この結果、本作は上映される機会が減り、ソフト化もされないという状況が長く続いた。その後、2004年には第一部・第二部ともにDVD化されており、現在では見ることは容易になっている。また、上記のキャンペーンは当時の部落解放同盟による日本共産党批判の具にされたという見方も今日では強い。原作者である住井は、原作との違いなどを理由に批判する立場ではあったが、観るべき作品という一定の評価は与えており、観ずに「差別映画」と騒ぐ人間には映画以上に批判的であった。
撮影は京都府亀岡市に中古のプレハブ住宅を建て、スタッフ・出演者全員がそこで寝食を共にしながら、オールロケーションで行われた。第一部撮影時に対岸で中村錦之助が『祇園祭』を撮影しており、ともに独立プロで頑張っているという連帯感から互いにエールを送りあったという。本作に第一部から出演している伊藤雄之助は、第二部撮影前に脳溢血で倒れ、半身不随となった。医師に仕事復帰を止められていたが、懸命なリハビリを経て第二部に出演、文字通り命懸けの演技をしている。
一方、東陽一監督版は、部落解放同盟が映画化を企図して東を監督に起用したものである。音楽にボリビアのチャランゴ奏者エルネスト・カブールを起用したことでも知られている。配給収入は12億円。

### 今井正監督版
第一部・第二部共通の登場人物
- 畑中ふで：長山藍子
- 畑中ぬい：北林谷栄
- 畑中誠太郎：高宮克弥（第一部）→丸山持久（第二部）
- 畑中孝二：大川淳（第一部、第二部の少年時代）→山本聡（第二部）
- 永井藤作：伊藤雄之助
- 永井さよ：阿部寿美子
- 永井しげみ：島田洋子（第一部）→原田あけみ（第二部）
- 永井安夫：比嘉辰也（第一部）→島岡安芸人（第二部）
- 志村国八：山村弘三
- 志村貞夫：北正仁（第一部）→金子正（第二部）
- 杉本まちえ：蒲原まゆみ（第一部、第二部の少女時代）→津田京子（第二部）
- 柏木はつ先生：寺田路恵
- 秀賢：今福正雄

第一部のみの登場人物
- 永井武：根尾一郎
- 峰村悠治：石立鉄男
- 峰村七重：酒井靖乃
- 志村敬一：多賀勝
- 大竹：小沢昭一
- 校長：田武謙三
- 青島先生：塩崎純男
- 吉雄：大橋洋一
- 駐在：北見唯一
- 司法主任：北村英三
- 刑事：沢田トモ
- 地主の番頭：小瀬格
- 鳶の頭：国田栄作
- 悠治の嫁：高井章子
- 仙吉：森本隆
- 重夫：出口静
- はなよ：竹本真澄

第二部のみの登場人物
- 永井お夏：夏圭子
- 永井富三：篠原一郎
- 杉本かね：加藤土代子
- 杉本清一：住吉正博
- 安井徳三郎：加藤嘉
- 安井みき：南美江
- 安井あさ子：小林令子
- 安井浅吉：岡完
- 安井勇三：三沢孝年
- 中津元次郎：河野秋武
- 秀昭：原田大二郎
- 志村岩造：日野道夫
- 志村芳松：国田栄弥
- 志村伊之吉：石川十郎
- 志村源吉：小山尚允
- 島野酉三：松浦武男
- 島野まつ：山田光子
- 島野万吉：樋口史和
- 島野忠夫：杉江治
- 佐味要三：安藤直樹
- 大滝秀治
- 佐々木孝丸
- 織本順吉
- 佐野浅夫
- 下川辰平
- 梅津栄
- 金井大
- 陶隆
- 地井武男

ソフト化
「橋のない川 第一部」「橋のない川 第二部」VHS　2001年7月13日発売 販売元：徳間ジャパンコミュニケーションズ　独立プロ名画特選で復刻版として発売PLH-1025　1026
「橋のない川 第一部」「橋のない川 第二部」2004年11月26日発売 販売元：エースデュース
- 下記のDVD-BOXにも収録

「独立プロ名画特選 DVD-BOX 4 社会編～差別と偏見の中で～」2005年11月25日発売 販売元：イーネット・フロンティア JAN：4562102154952
『キクとイサム』『橋のない川第一部』『橋のない川第二部』の3作品収録
受賞
- 1969年：第6回モスクワ国際映画祭 ソ連映画人同盟賞『橋のない川 第1部』

### 東陽一監督版

#### 登場人物
- 畑中ふで：大谷直子
- 畑中ぬい：中村玉緒
- 畑中誠太郎：杉本哲太、趙泰勇（少年時代）
- 畑中孝二：渡部篤郎、藤田哲也・中野聡彦（少年時代）
- 志村貞夫：萩原聖人
- 村上秀昭：辰巳琢郎
- 峰村七重：高岡早紀
- 杉本まちえ：安永亜衣
- 川島熊次郎：大杉蓮
- 安井あさ子：中島ひろ子
- 志村かね：加茂さくら
- 志村広吉：寺田農
- 安井徳三郎：中村嘉葎雄
- 伊勢田宗則：高橋悦史

エキストラの子役には奈良県磯城郡三宅町立三宅小学校及び奈良県宇陀市室生（旧奈良県宇陀郡室生村）の児童が出演している。

#### ソフト化
「東陽一作品　DVD-BOX 1」2009年09月26日発売　販売元：紀伊國屋書店　JAN：4523215037952
『橋のない川』『絵の中のぼくの村』『ボクの、おじさん』の3作品収録

#### 受賞
- 第47回毎日映画コンクール
  - 監督賞
  - 日本映画優秀賞
  - 美術賞（内藤昭）
- 第17回報知映画賞 監督賞
- 第5回日刊スポーツ映画大賞・石原裕次郎賞
  - 監督賞
  - 助演女優賞（中村玉緒）
- 第2回日本映画批評家大賞 特別賞（大谷直子）

ほか